# Mai Yamaguchi
Mai Yamaguchi, född 3 juli 1983, är en japansk volleybollspelare. Yamaguchi blev olympisk bronsmedaljör i volleyboll vid sommarspelen 2012 i London.